# 박정우 (1996년생 배우)
박정우(朴柾佑, 1996년 1월 19일~)는 대한민국의 배우이다.

## 학력
- 2014년 ~ 한국예술종합학교 연극원 연기과 휴학

## 출연 작품

### 드라마
- 2017년 플레이리스트 《연애플레이리스트》 - 강윤 역
- 2017년 플레이리스트 《연애플레이리스트 2》 - 강윤 역
- 2017년 멜론 《우리 지난날의 온도》
- 2019년 플레이리스트 《연애플레이리스트 4》 - 강윤 역
- 2020년 TvN 《슬기로운 의사생활》 - 장가을(장겨울 남동생) 역(특별 출연)
- 2020년 OCN 《번외수사》 - 민대진 역
- 2021년 TvN 《슬기로운 의사생활 2》 - 장가을(장겨울 남동생) 역(특별 출연)
- 2021년 넷플릭스 《D.P.》 - 신우석 역
- 2021년 JTBC 《날아올라라, 나비》 - 박무열 역

### 영화
- 2019년 《봄밤》 (단편 영화) - 도준 역
- 2022년 《20세기 소녀》 - 백현진 역
- 2023년 《용감한 시민》 - 고진형 역

### 뮤직비디오
- 2017년 폴 킴 - 〈있잖아〉
- 2017년 프로젝트 연플리 - 〈끝이 아니야〉
- 2017년 곽진언 - 〈고스란히〉

### 광고
- 2018년 서울특별시
- 2019년 아시아나항공 - 뉴욕 편
- 2019년 두들이즈 두들 AR
- 2020년 엘오케이 라로슈포제 시카플라스트 밤
- 2020년 와이즈유엑스글로벌 아임닭(With 오시영)
- 2021년 삼성전자 삼성 갤럭시 To Go 서비스